# St. Lambert (Klosterseeon)

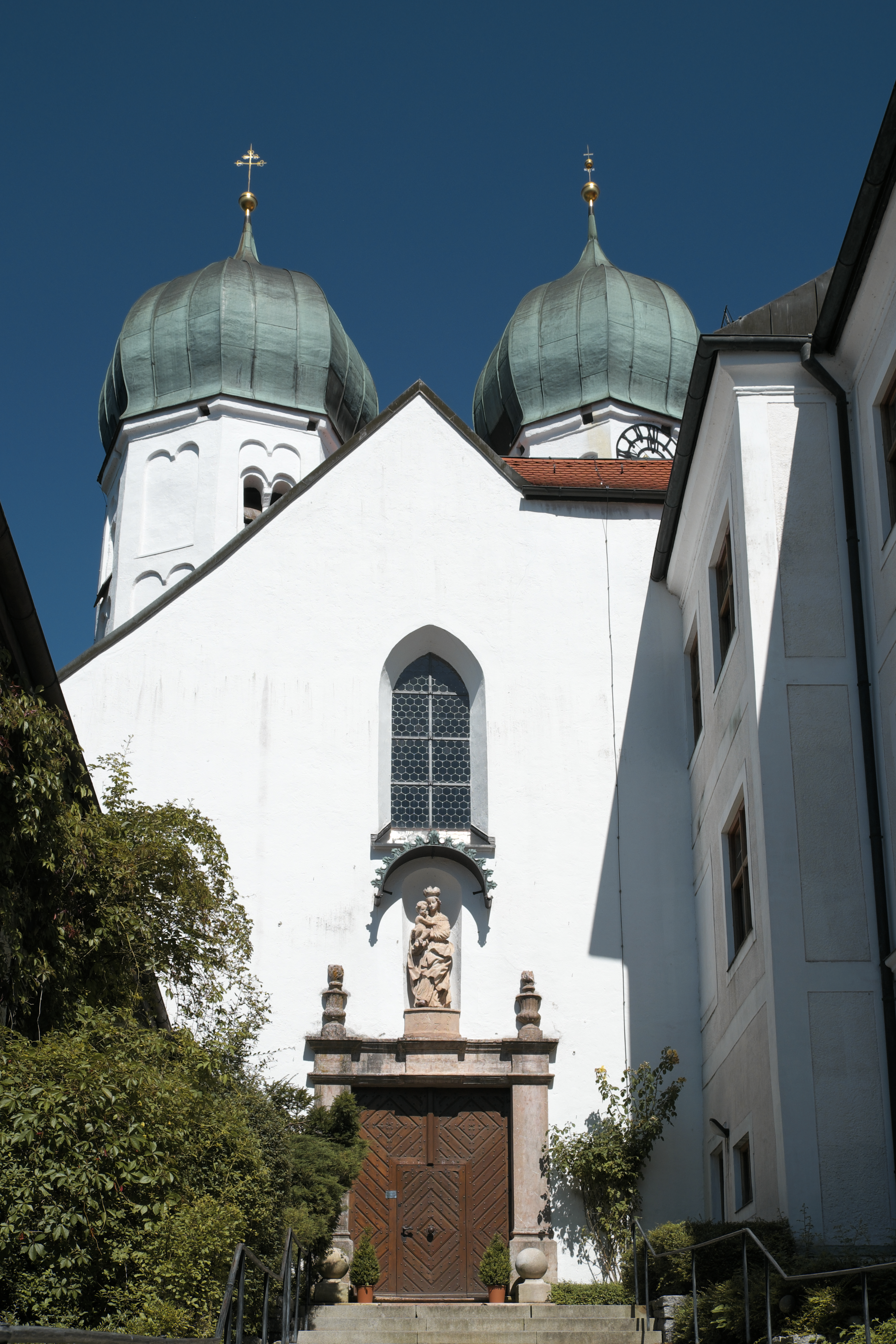
Ehemalige Klosterkirche, Westfassade

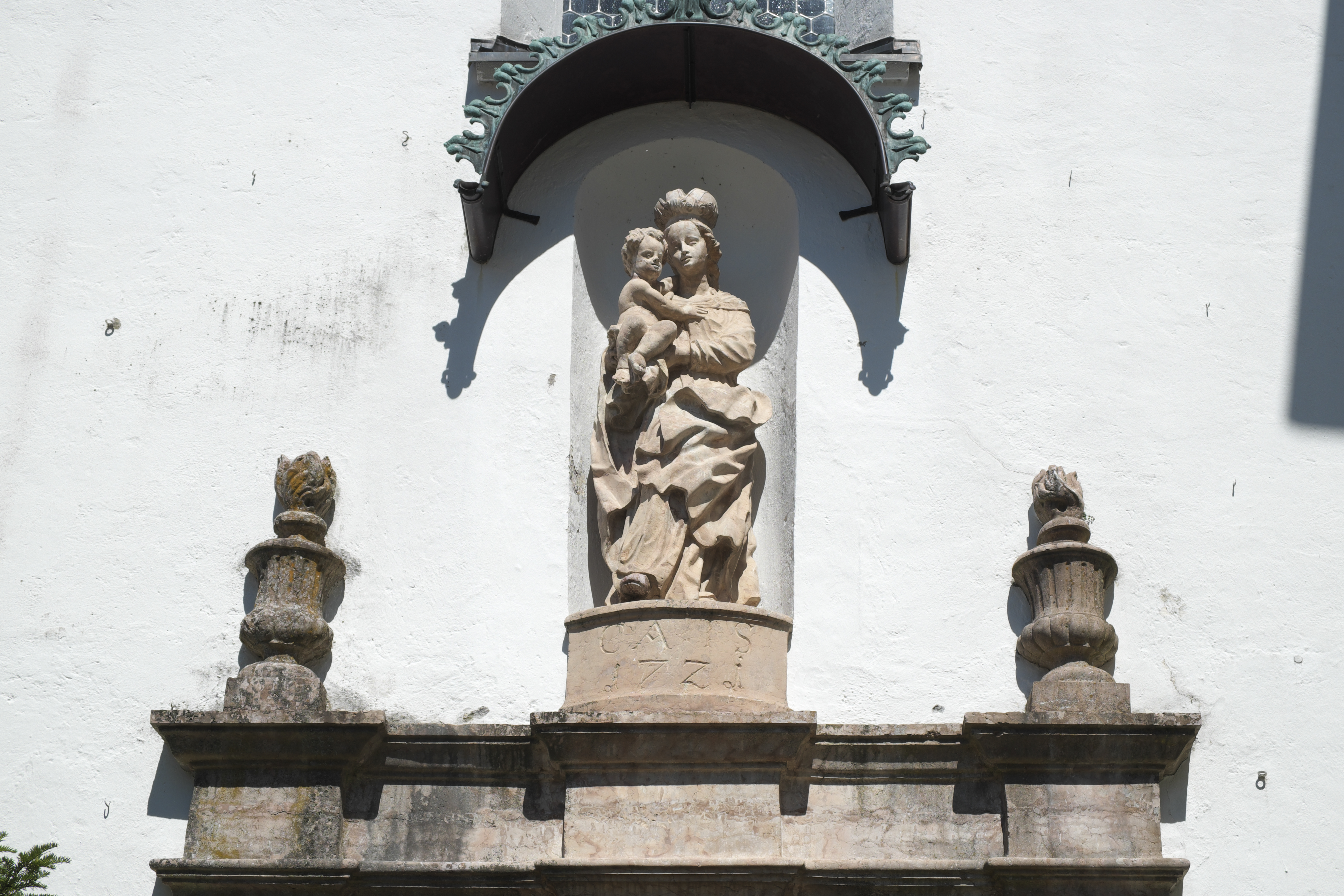
Madonna mit Kind über dem Westportal

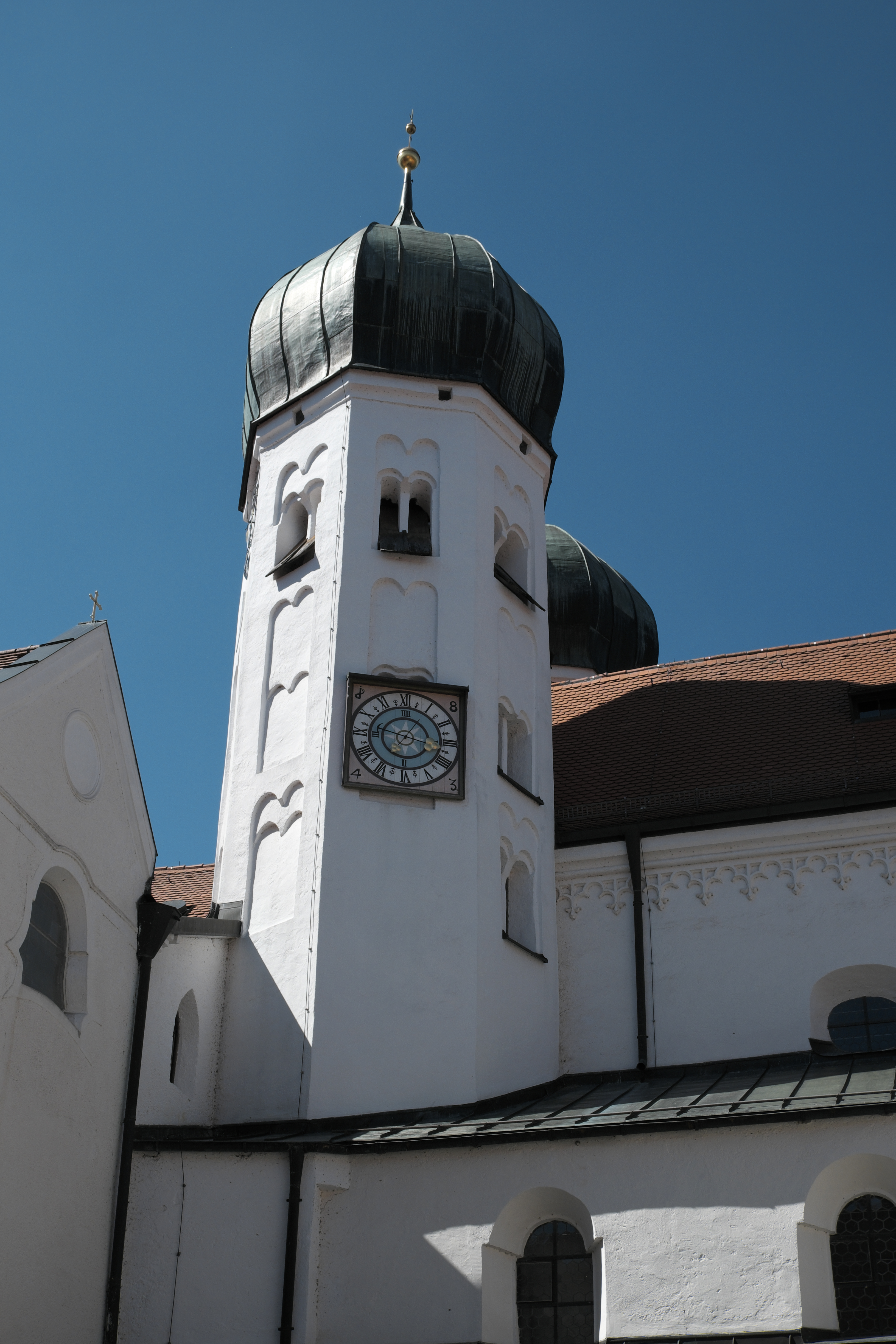
Südlicher Westturm

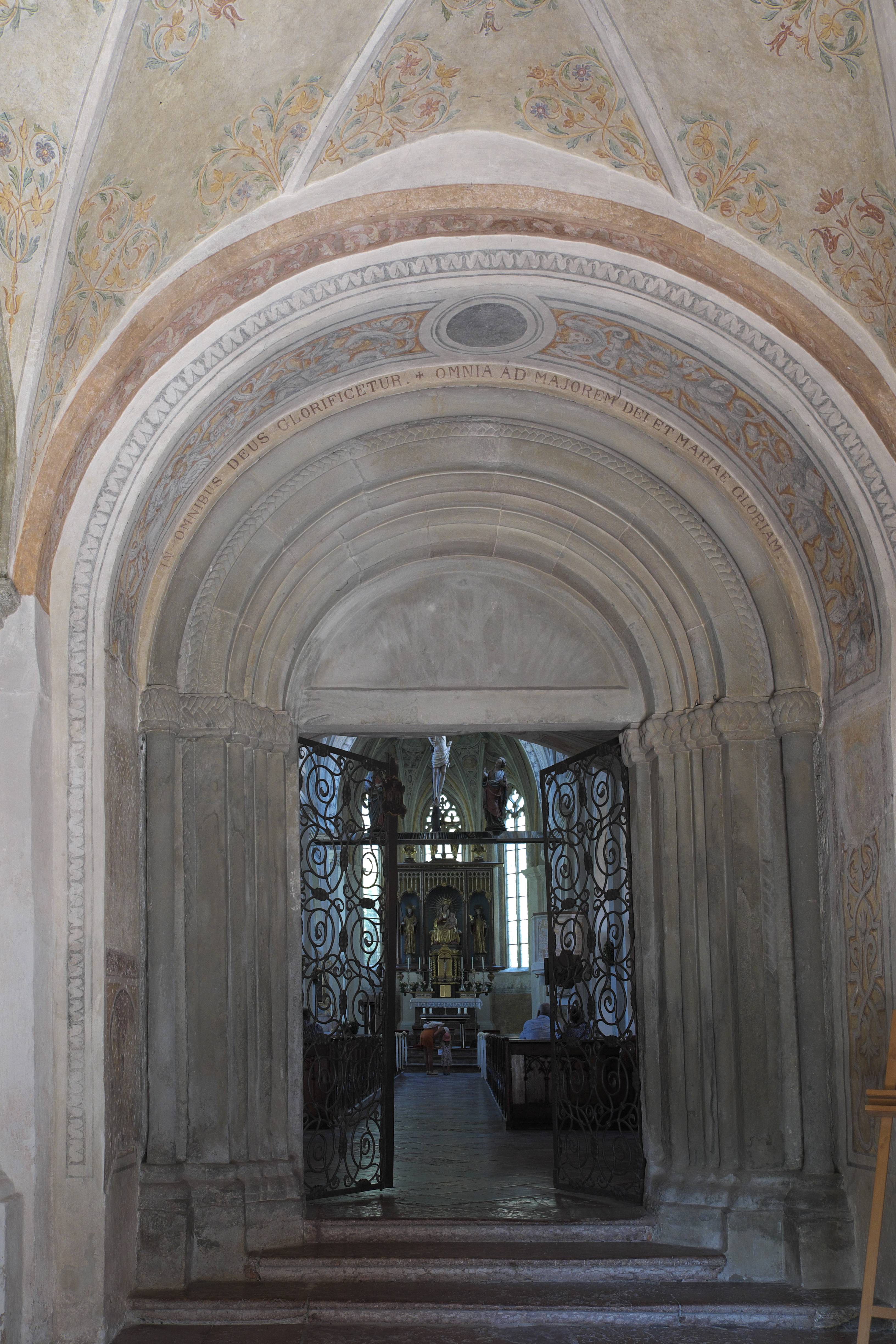
Romanisches Portal

Die katholische Pfarr- und ehemalige Klosterkirche St. Lambert in Klosterseeon, einem Ortsteil der Gemeinde Seeon-Seebruck im oberbayerischen Landkreis Traunstein, ist im Kern eine romanische Säulenbasilika, deren Grundmauern und Türme zum Teil noch auf das 11./12. Jahrhundert zurückgehen. Die Kirche ist dem heiligen Lambert von Lüttich geweiht, dem Bischof von Maastricht, dessen Reliquien im Kloster Seeon verehrt wurden. Die Kirche gehört zu den geschützten Baudenkmälern in Bayern.

## Geschichte
Über den ersten Kirchenbau des im späten 10. Jahrhundert von Pfalzgraf Aribo I. und seiner Gemahlin Adala von Bayern gegründeten Benediktinerklosters Seeon, dem Hauskloster der Aribonen, ist nichts bekannt. Vermutlich ließ Aribo II., der Enkel der Klostergründer, im späten 11. Jahrhundert eine neue Kirche errichten, die bereits eine dreischiffige Säulenbasilika mit drei Apsiden im Osten war. Auf diesen Bau gehen der Nordturm und vielleicht auch das Stufenportal in der Vorhalle zurück. Gegen Ende des 12. Jahrhunderts erfolgte eine weitere Bauphase, in der wiederum eine dreischiffige, flach gedeckte Säulenbasilika ohne Querhaus errichtet wurde, wobei alle drei Schiffe in Apsiden endeten. Der Innenraum war vermutlich weitgehend ausgemalt. Während dieser Bauphase entstanden auch der Südturm und die zweigeschossige Vorhalle zwischen den Türmen. Unter den Äbten Simon Farcher und Erhard I. Farcher kam es gegen Ende des 14. und in der ersten Hälfte des 15. Jahrhunderts zu größeren Umbauten im Stil der Spätgotik. Ab 1392 erfolgte die Errichtung der Marienkapelle, auch Laimingerkapelle genannt nach dem Adelsgeschlecht der Familie Laiming, die dort ihre Grabkapelle einrichtete. 1411/12 wurde vermutlich in der über der Vorhalle gelegenen Michaelskapelle ein Gewölbe eingezogen und etwas später an die Nordseite der Vorhalle die Barbarakapelle angefügt, die  1428 fertiggestellt war. Die Apsiden der Seitenschiffe wurden durch gerade Mauern ersetzt und die Apsis des Mittelschiffs erhielt einen dreiseitigen Abschluss. Alle drei Schiffe wurden eingewölbt und den Türmen wurden Spitzhelme aufgesetzt. Diese Baumaßnahmen wurden unter der Leitung von Konrad Bürkel (Pürkel) und seinem Vetter Oswald durchgeführt. Im Jahr 1433 erfolgte die Weihe der Kirche durch den Passauer Bischof Leonhard von Laiming.
Nach dem Klosterbrand von 1561 wurden statt der Spitzhelme die welschen Hauben auf die Türme gesetzt. Unter dem Abt Martin Kötterl erfolgte zwischen 1576 und 1590 die Ausmalung des Deckengewölbes und unter dem Abt Sigmund Dullinger um 1625 die Bemalung der Hochschiffwände. 1624 wurde die Orgelempore eingebaut, die um 1717 erneuert wurde. In der Mitte des 17. Jahrhunderts ließ der Abt Honorat Kolb die Kirche teilweise im Stil des Barock umgestalten. Die Fenster wurden vergrößert, die Pfeiler ummantelt und die Wände mit Stuckdekor versehen. 
Nach der Säkularisation wurde die Klosterkirche als Pfarrkirche genutzt. In der Mitte des 19. Jahrhunderts wurde sie neugotisch umgestaltet und die barocke Ausstattung entfernt. Zwischen 1907 und 1911 wurden die Wand- und Deckenmalereien wieder freigelegt.

## Architektur

### Außenbau
Die beiden noch aus dem frühromanischen Kirchenbau stammenden, aus Tuffquadern und Feldsteinen errichteten Türme an der Westfassade mit ihren Zwiebelhauben aus dem 16. Jahrhundert weisen einen achteckigen Grundriss auf. Sie werden durch Blendbögen gegliedert und im Glockengeschoss von gekuppelten Klangarkaden durchbrochen. Unterhalb der Traufe verläuft ein spätgotischer Maßwerkfries. Über dem Portal der Vorhalle steht in einer überdachten Nische eine Madonna mit Kind, die 1721 von dem Bildhauer Johann Schwaiger aus Reichenhall geschaffen wurde.

### Vorhalle und romanisches Portal
Das untere Geschoss der zweischiffigen Vorhalle besitzt ein Netzgewölbe, das von zwei romanischen Säulen getragen wird, die mit Wulstkapitellen verziert und deren Basen mit Eckknollen versehen sind. In der Vorhalle ist ein Rundbogenportal aus rötlichem Sandstein erhalten, das möglicherweise vom frühromanischen Kirchenbau aus dem späten 11. Jahrhundert stammt. Das schmucklose Tympanon wird von Archivolten umgeben, die mit Rund- und Taustab verziert sind. In das zweifach gestufte Gewände sind schlanke Dreiviertelsäulen eingestellt, deren Kämpferkapitelle einen Dekor aus Flechtband aufweisen. 

### Innenraum

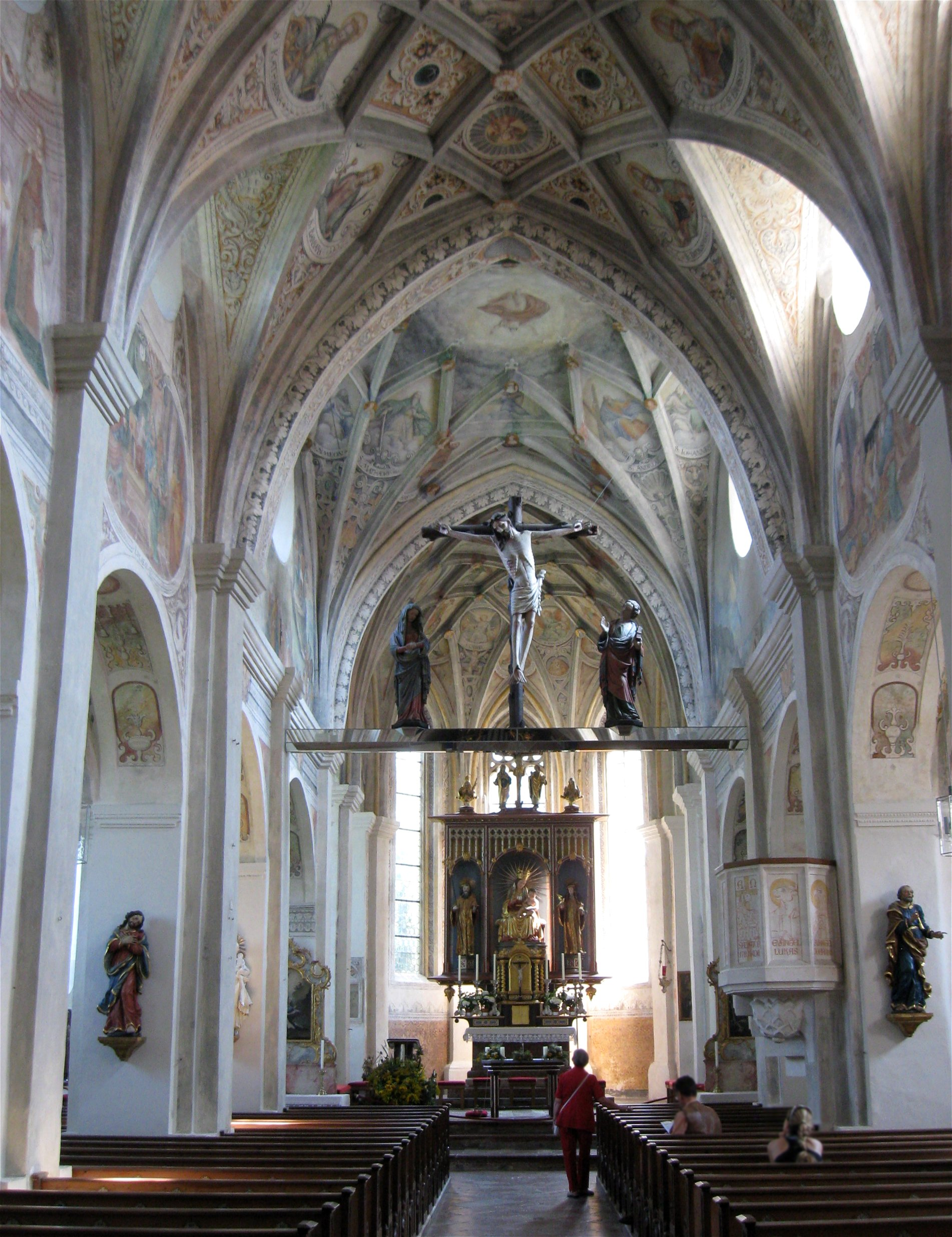
Innenraum

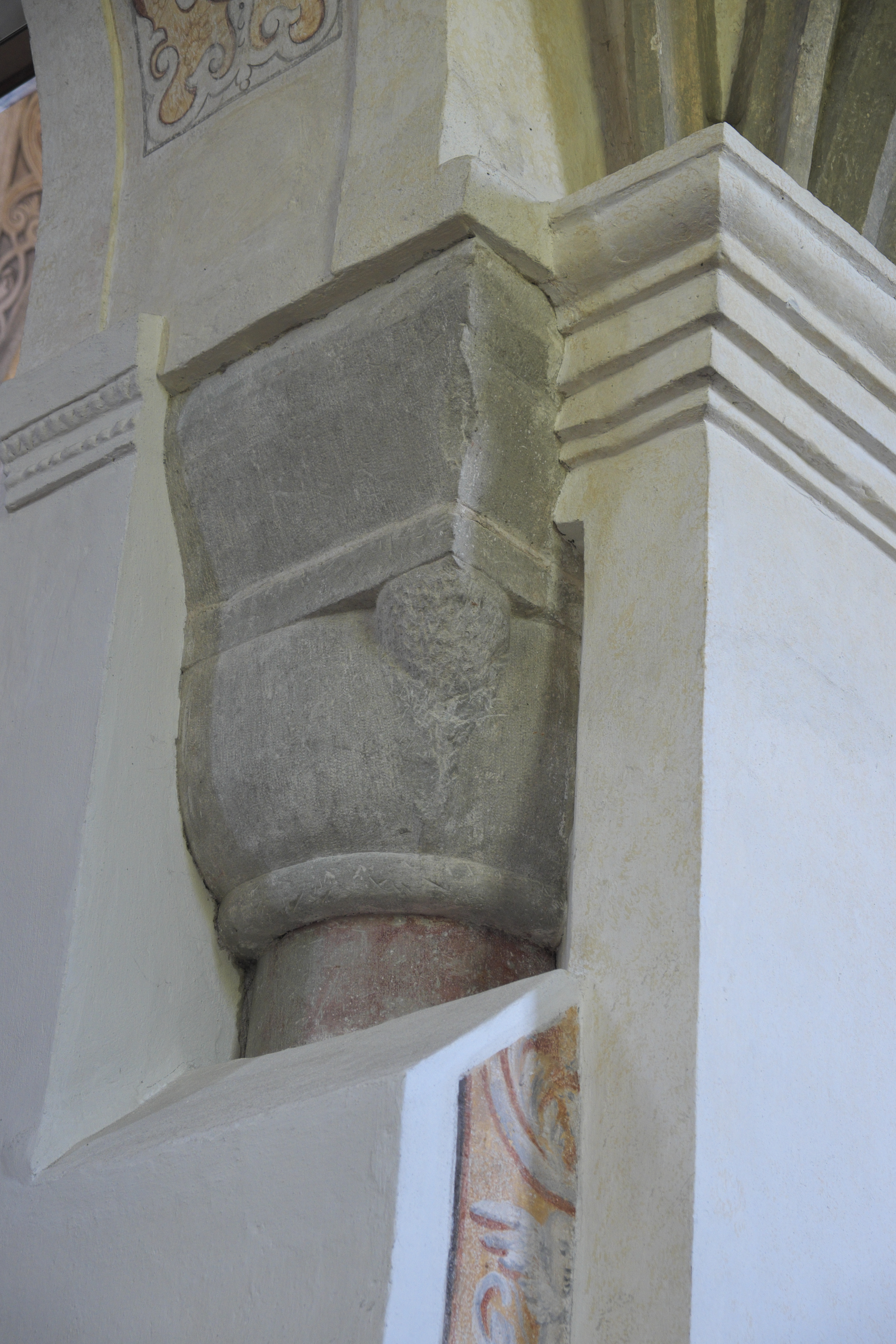
Freigelegte romanische Säule mit Kapitell

Das dreischiffige Langhaus ist einschließlich des leicht erhöht gelegenen Mönchschors in sechs Joche gegliedert. Die spätgotischen Rippengewölbe ruhen auf barock überformten Pfeilern und Rundbogenarkaden. Im westlichen Langhaus wurde eine romanische Säule mit Kapitell wieder freigelegt.
Der zweijochigen Mönchschor wird von einem achtstrahligen Sterngewölbe gedeckt. Im Osten schließen sich der zweijochige, dreiseitig geschlossene Hauptchor und die beiden gerade geschlossenen Seitenchöre, die nachträglich erhöht wurden, an. Die Gewölbe weisen zahlreiche, mit Wappen und Heiligenfiguren bemalte Schlusssteine auf.

## Wand- und Deckenmalereien
Die Bemalung der Schlusssteine stammt wie die großformatige Darstellung des heiligen Christophorus und die Büsten König Davids und Hiobs im nördlichen Seitenschiff sowie die Darstellung eines Heiligen, vermutlich des heiligen Lambert, im südlichen Seitenschiff noch aus spätgotischer Zeit.
Die Gewölbemalereien wurden im späten 16. Jahrhundert ausgeführt. Sie stellen im Langhaus das Jesuskind und die Vierzehn Nothelfer dar, im Mönchschor die Himmelfahrt Christi mit Maria, Engeln und den zwölf Aposteln und im Hauptchor die Marienkrönung umgeben von den vier Evangelisten, den Kirchenvätern, den Erzengeln Raphael und Gabriel, König David, Propheten und weiteren Engeln.

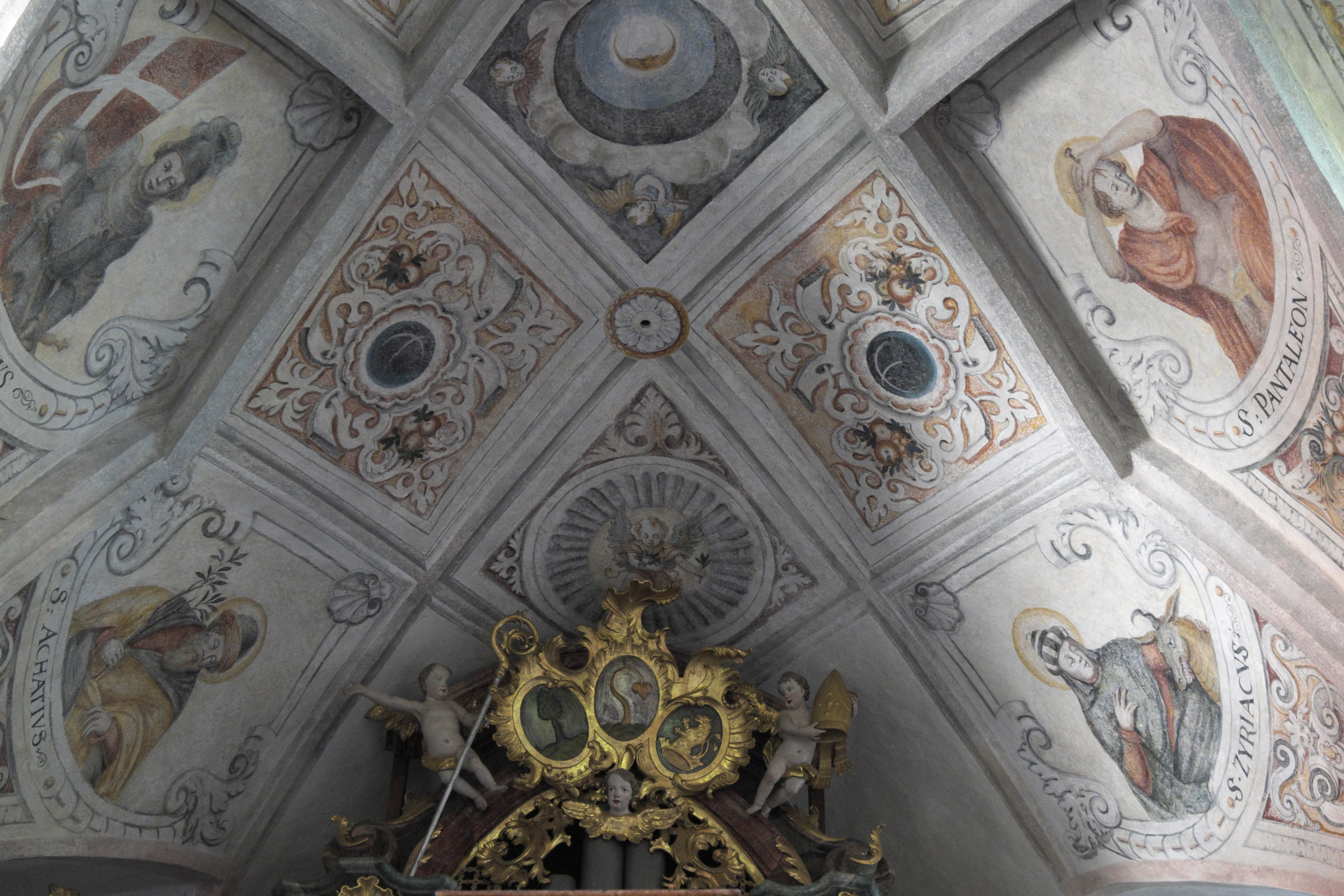
Deckenmalerei im Langhaus, Nothelfer
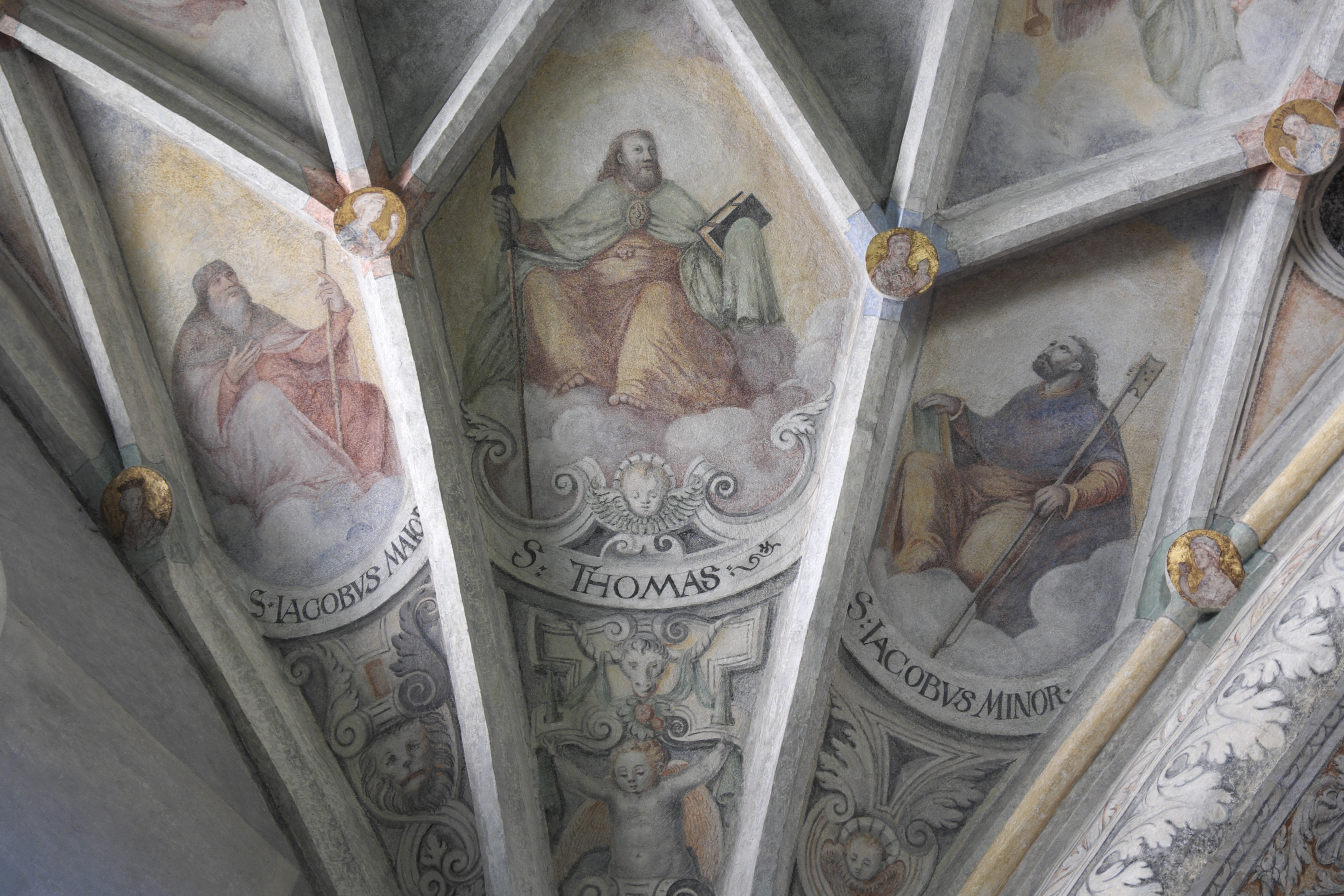
Deckenmalerei im Mönchschor, Apostel Jakobus der Ältere, Thomas und Jakobus der Jüngere
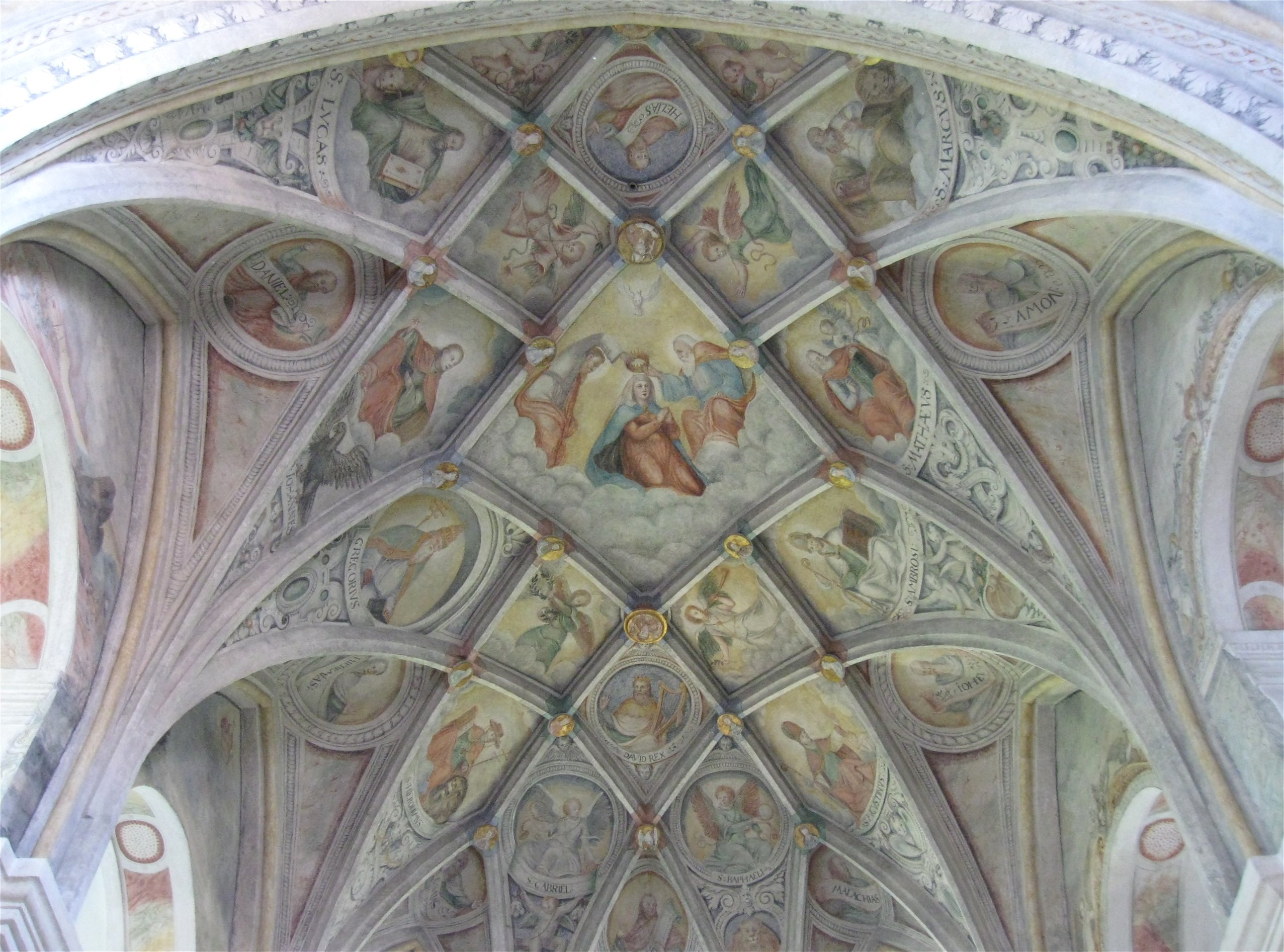
Deckenmalerei im Chor, Marienkrönung
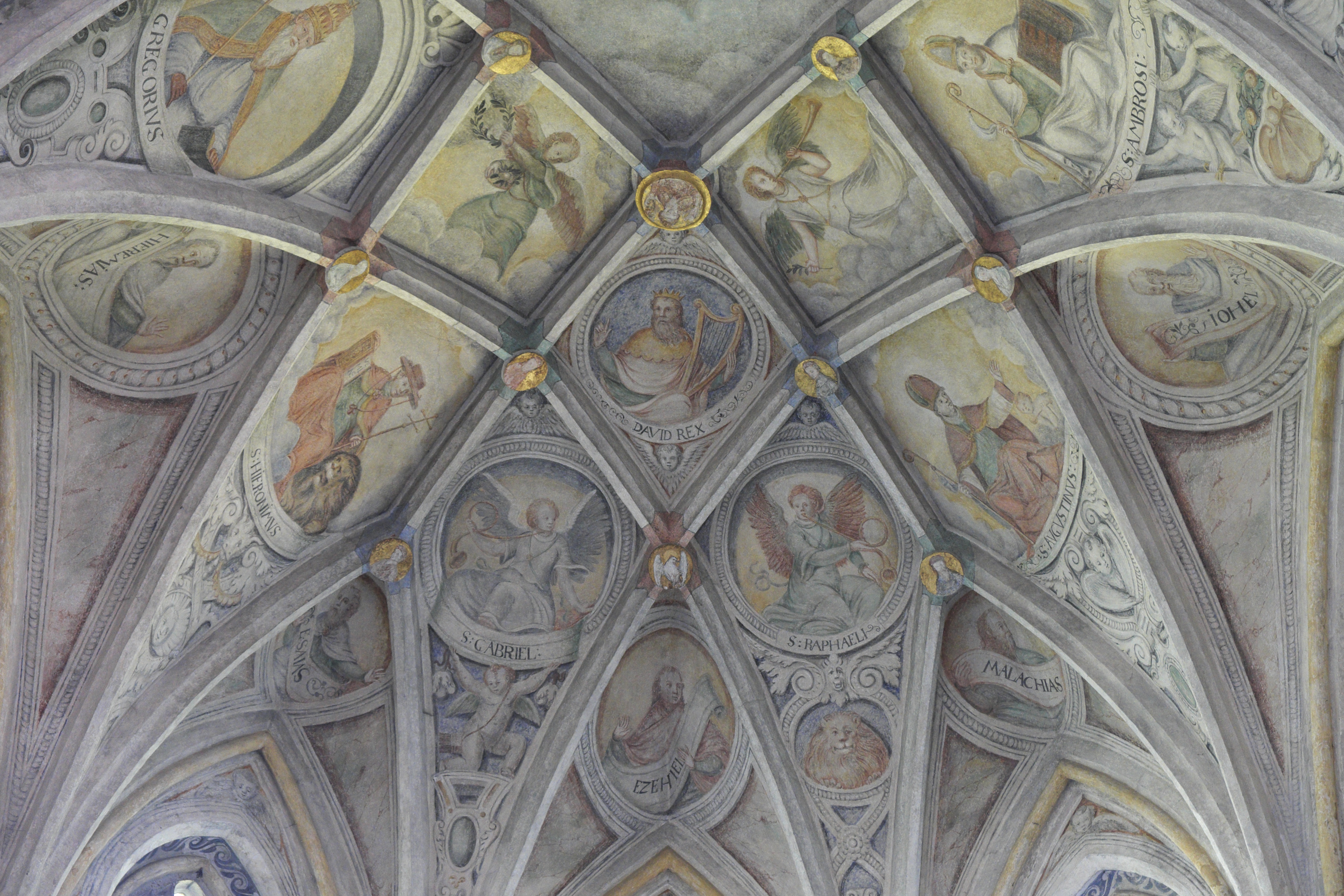
Deckenmalerei im Chor, König David, Kirchenväter, Engel und Propheten

Die Malereien der Hochschiffwände entstanden um 1625. Sie stellen Szenen aus dem Leben Jesu dar, die Klostergründer Aribo und Adala, den heiligen Benedikt und den Kirchenpatron, den heiligen Lambert. Aus der gleichen Zeit stammt auch die Darstellung des Jüngsten Gerichts unter der Westempore.

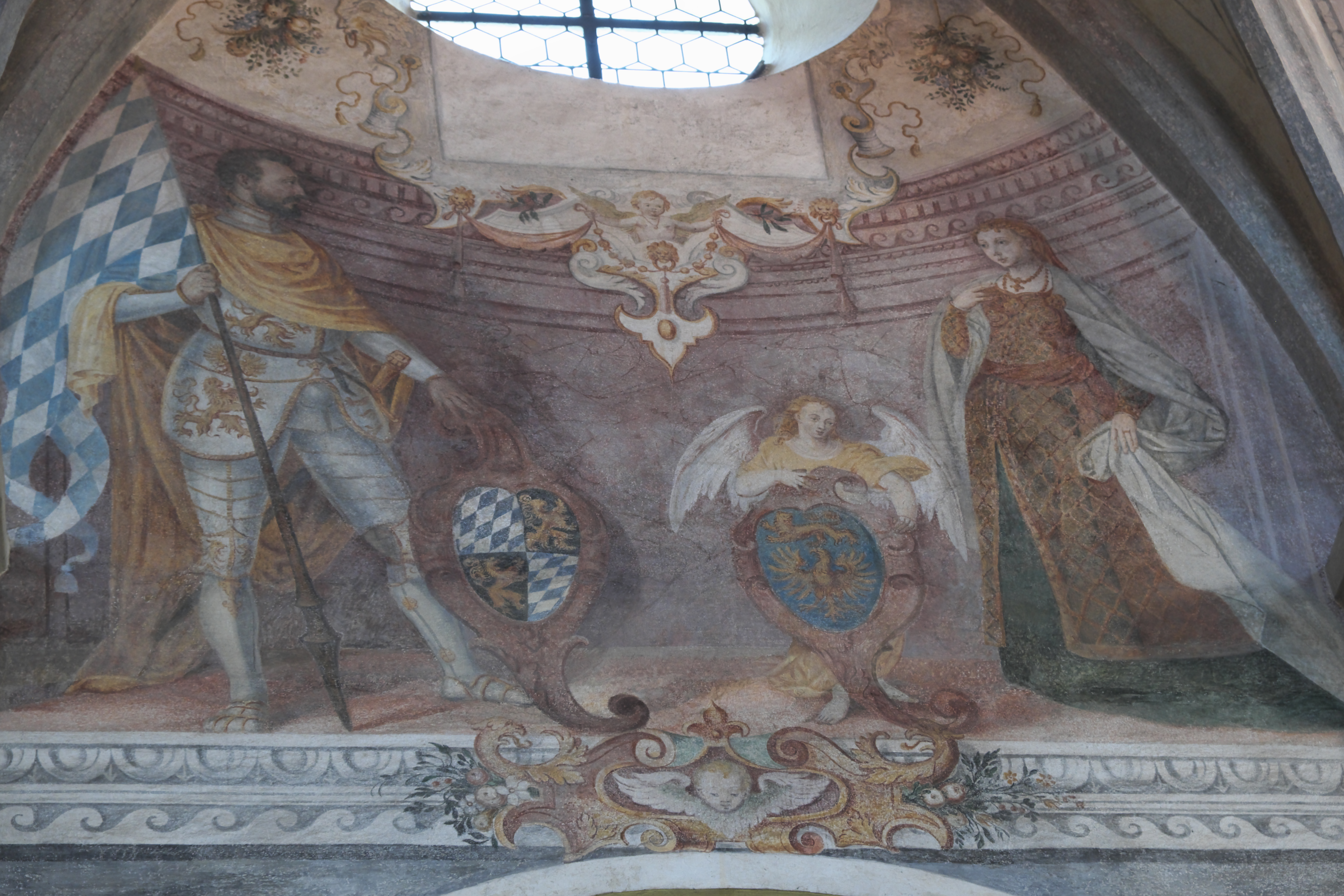
Aribo I. und Adala von Bayern
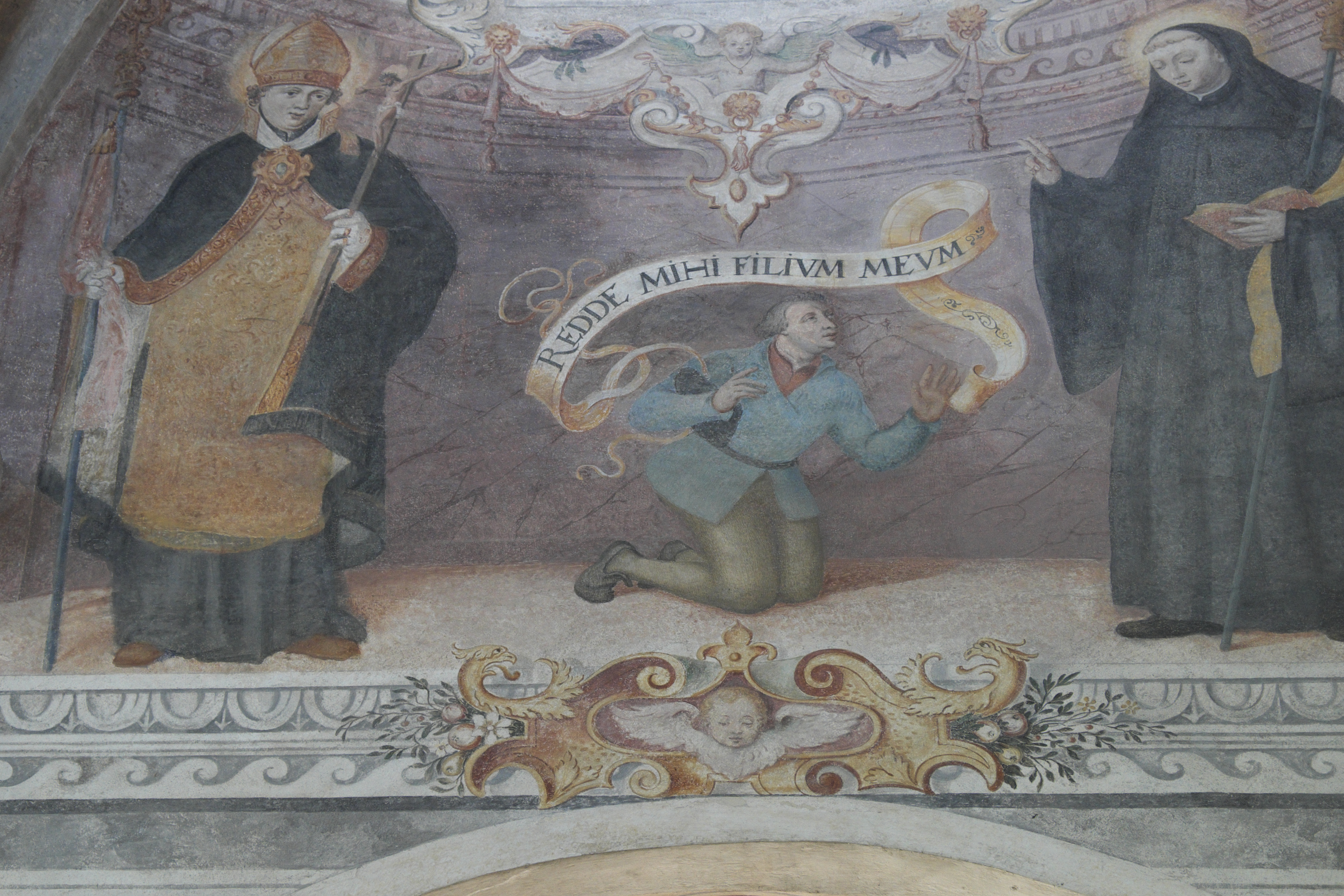
Heiliger Benedikt und heiliger Lambert
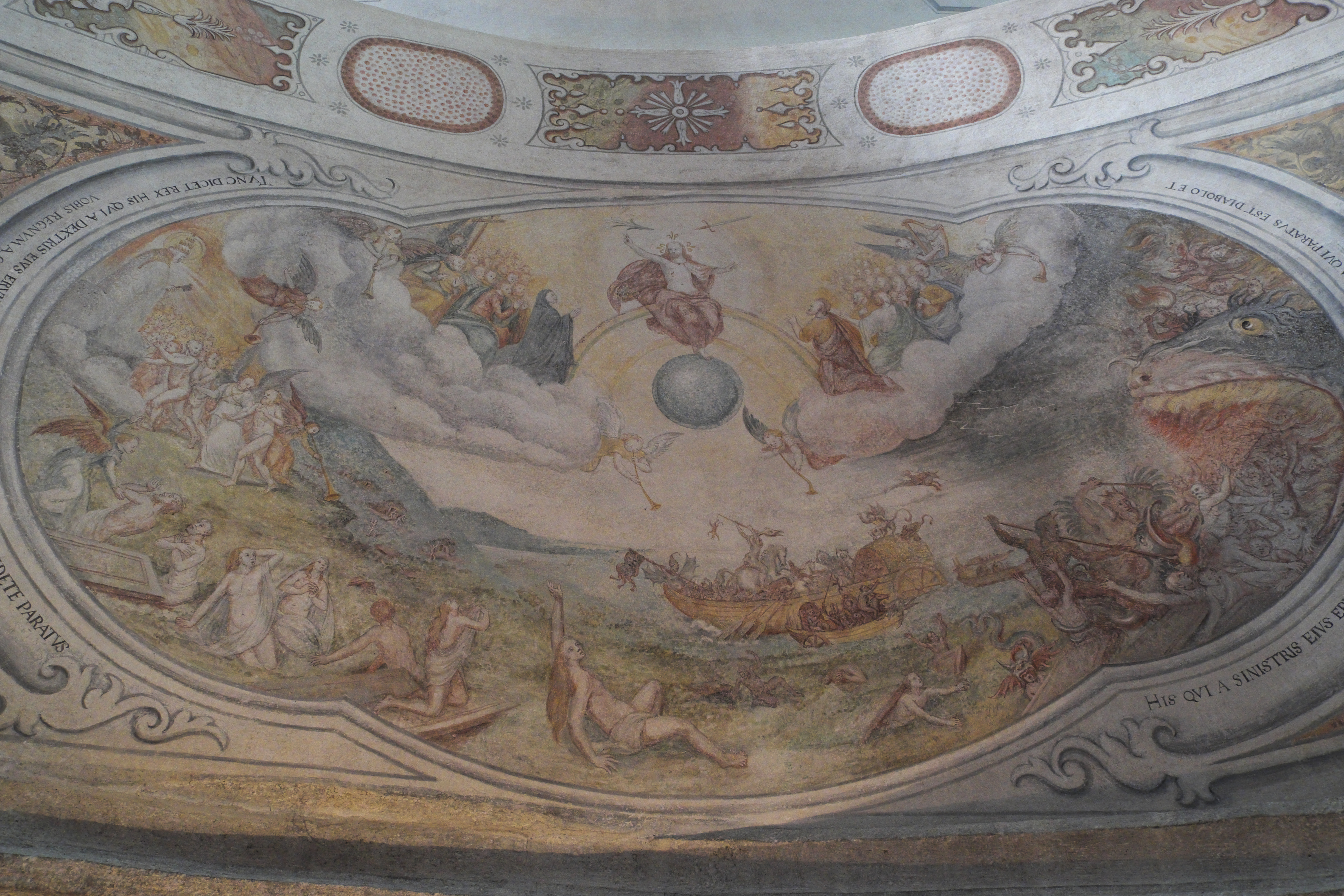
Jüngstes Gericht

## Barbarakapelle

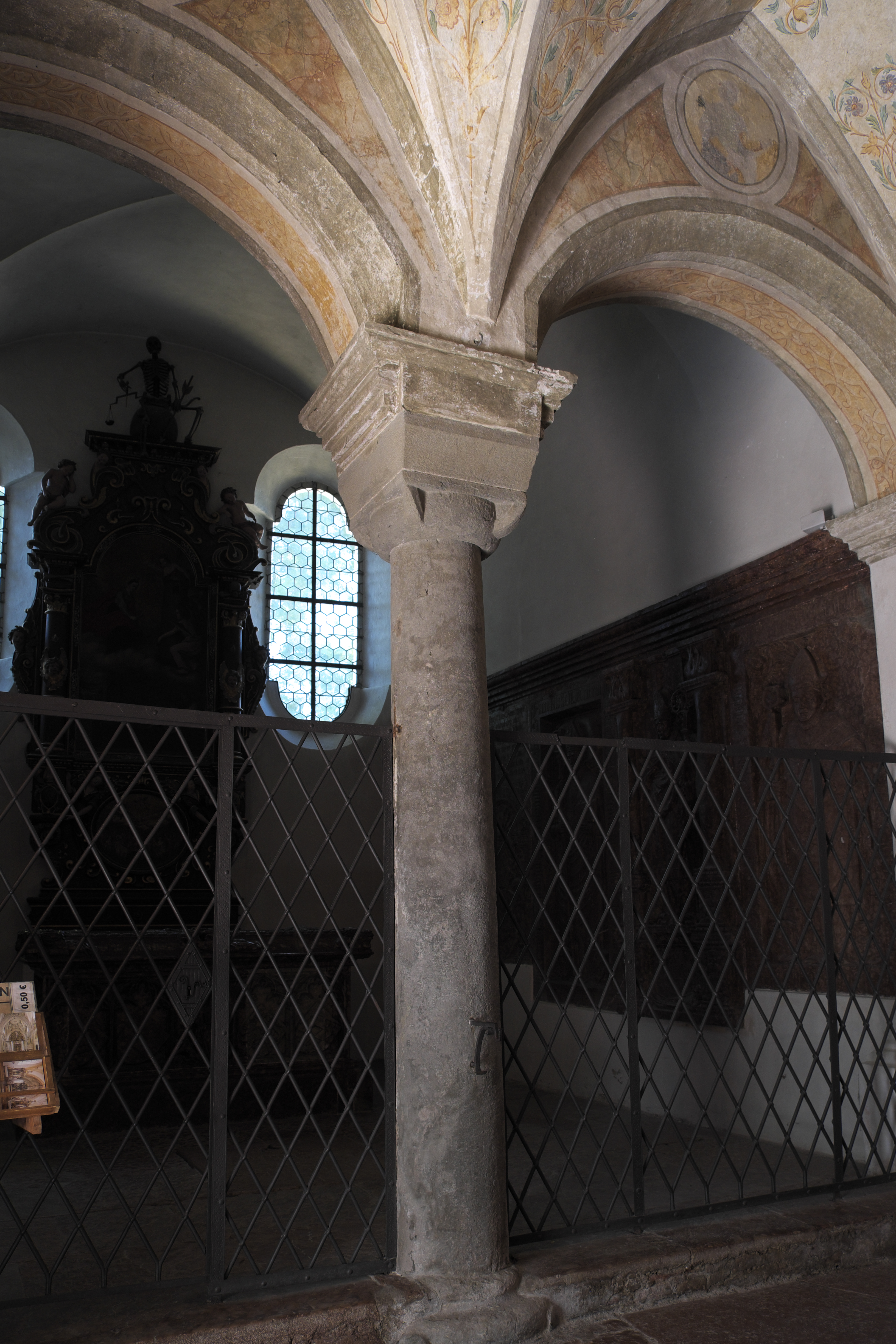
Blick von der Vorhalle in die Barbarakapelle

Nördlich an die Vorhalle schließt sich die der heiligen Barbara geweihte Kapelle, die Grablege der Äbte, an.
Abt Honorat Kolb ließ die Kapelle 1646 umgestalten und einen großen Teil der Grabmäler der Seeoner Äbte, die ursprünglich in den Boden der Kirche eingelassen waren, in die Wände der Kapelle einmauern. Unter der Kapelle ließ er die Konventualengruft einrichten.
Die Grabplatten, auf denen die Verstorbenen als Liegefiguren dargestellt sind, entstanden im 15. bis 17. Jahrhundert und sind aus Rotmarmor gearbeitet. Eine um 1440 geschaffene Gedenkplatte erinnert an Adalbert († 1001), den ersten Abt des Klosters Seeon. 
Weitere Grabplatten:

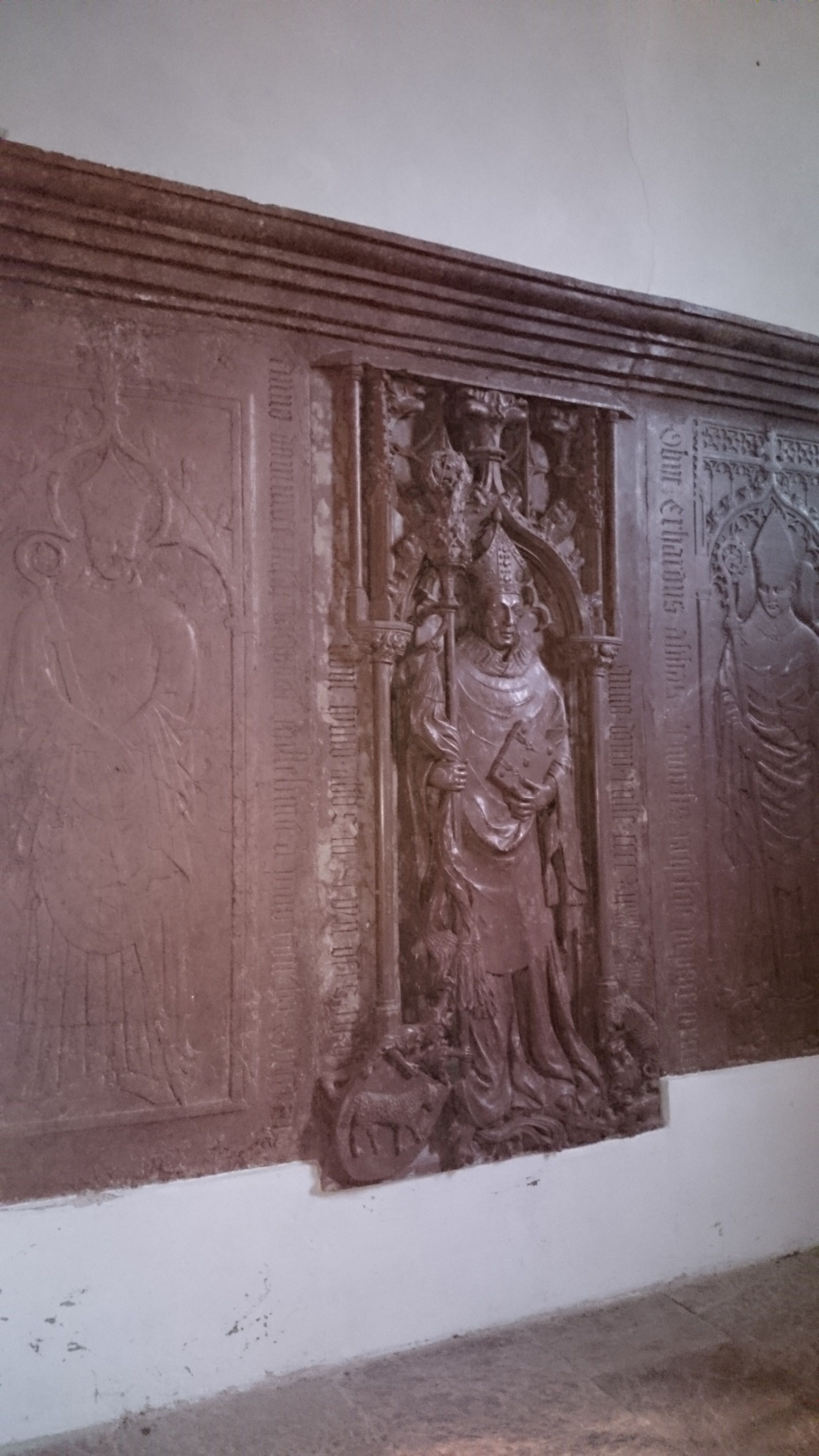
Grabplatten

- Wandtumbaplatte für den Abt Simon Farcher († 1412)
- Wandtumbaplatte für den Abt Erhard I. Farcher († 1438)
- Grabplatte für den Abt Johann Heuppel († 1476)
- Grabplatte für den Abt Martin Kötterl († 1590)
- Epitaph für den Abt Franz Widder († 1521)
- Epitaph für den Abt Paul Manazeder († 1602)
- Epitaph für den Abt Georg Neuhauser († 1533)
- Epitaph für den Abt Benedikt Fischer († 1609)

In der Mitte der Kapelle ist seit 1856 die Stiftertumba für Aribo I. aufgestellt. Sie besteht aus rotem Adneter Marmor und wurde von dem Abt Simon Farcher in Auftrag gegeben, der selbst am Sockel inmitten von vier Wappen dargestellt ist. Das Hochgrab wurde zwischen 1395 und 1400 wohl von einem Meister namens Hans Haider (Heider) ausgeführt. Der Verstorbene ist mit Mantel und Rüstung bekleidet, auf dem Haupt trägt er einen Turnierhelm. In seiner rechten Hand hält er eine Lanze, in seiner linken ein Schwert, seine Füße ruhen auf einem Löwen.

## Michaelskapelle
Die dreischiffige Michaelskapelle im oberen Geschoss der Vorhalle wird ebenfalls von einem Netzgewölbe gedeckt, das von Bündelpfeilern getragen wird. In der Kapelle sind Reste von Malereien aus der Zeit um 1600 erhalten.

## Ausstattung

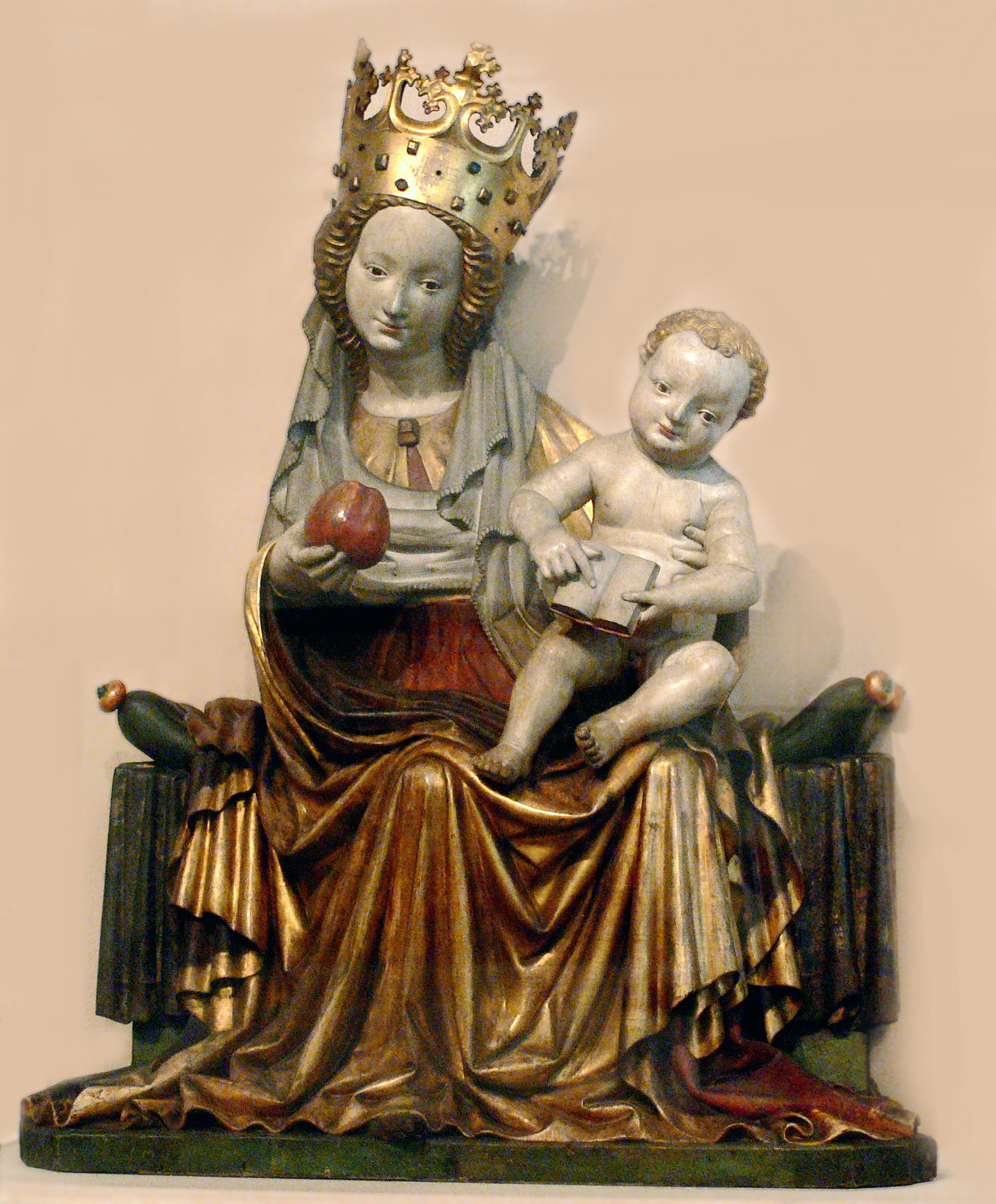
Seeoner Madonna im Bayerischen Nationalmuseum

- Unter dem Triumphbogen hängt eine Kreuzigungsgruppe aus der Zeit um 1390. Sie wurde vermutlich im Zuge der Barockisierung der Kirche entfernt und gelangte 1982 ins Diözesanmuseum Freising. Im Jahr 2002 wurde sie wieder an ihren ursprünglichen Platz zurückgebracht.
- Der Hochaltar von 1947 birgt eine Kopie der Seeoner Madonna, die um 1433 vom Meister von Seeon geschaffen wurde. Das Original befindet sich im Bayerischen Nationalmuseum in München. Die Assistenzfiguren, der heilige Benedikt und seine Schwester, die heilige Scholastika von Nursia, sind Arbeiten aus dem 18. Jahrhundert.
- Im südlichen Seitenschiff ist eine barocke Ölberggruppe untergebracht.
- Die Figuren an den Pfeilern, der heilige Josef mit dem Jesuskind, Johannes der Täufer mit dem Lamm, die heilige Anna mit ihrer Tochter Maria, die Apostel Judas Thaddäus und Petrus stammen aus dem 18. Jahrhundert.
- Die Oratorien wurden 1755 bis 1757 eingebaut.

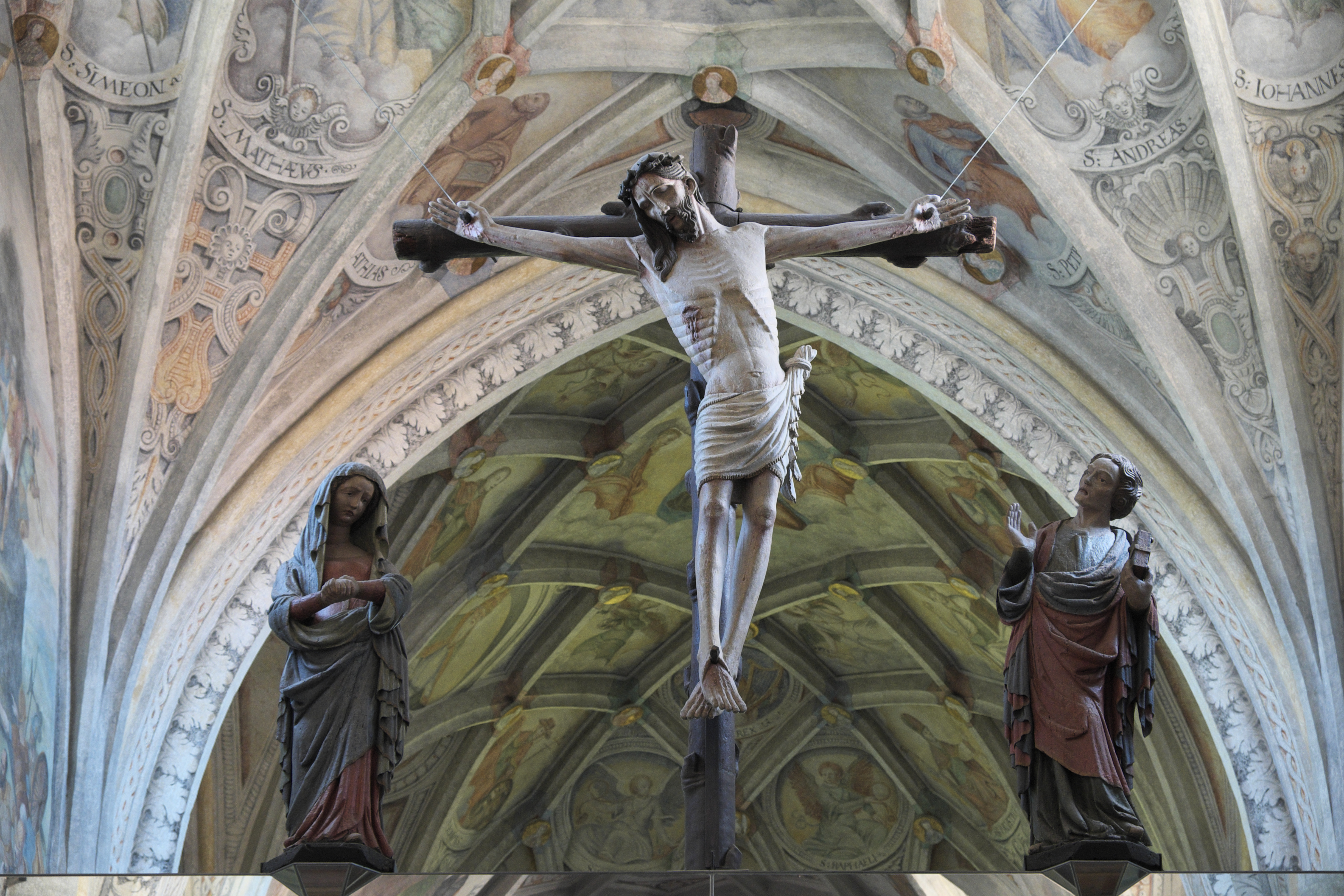
Kreuzigungsgruppe
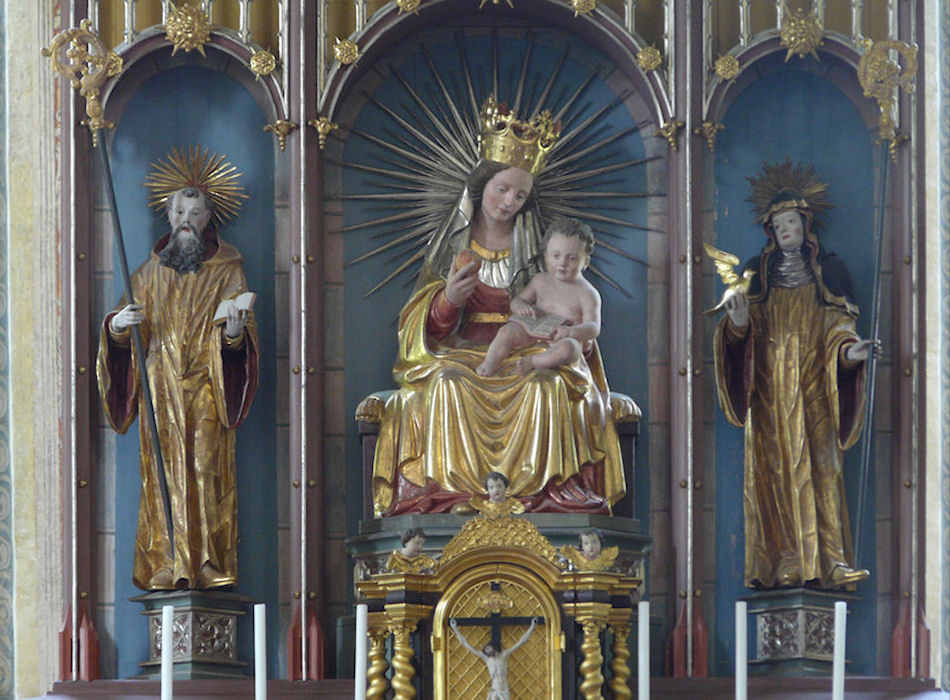
Hochaltar mit einer Kopie der Seeoner Madonna
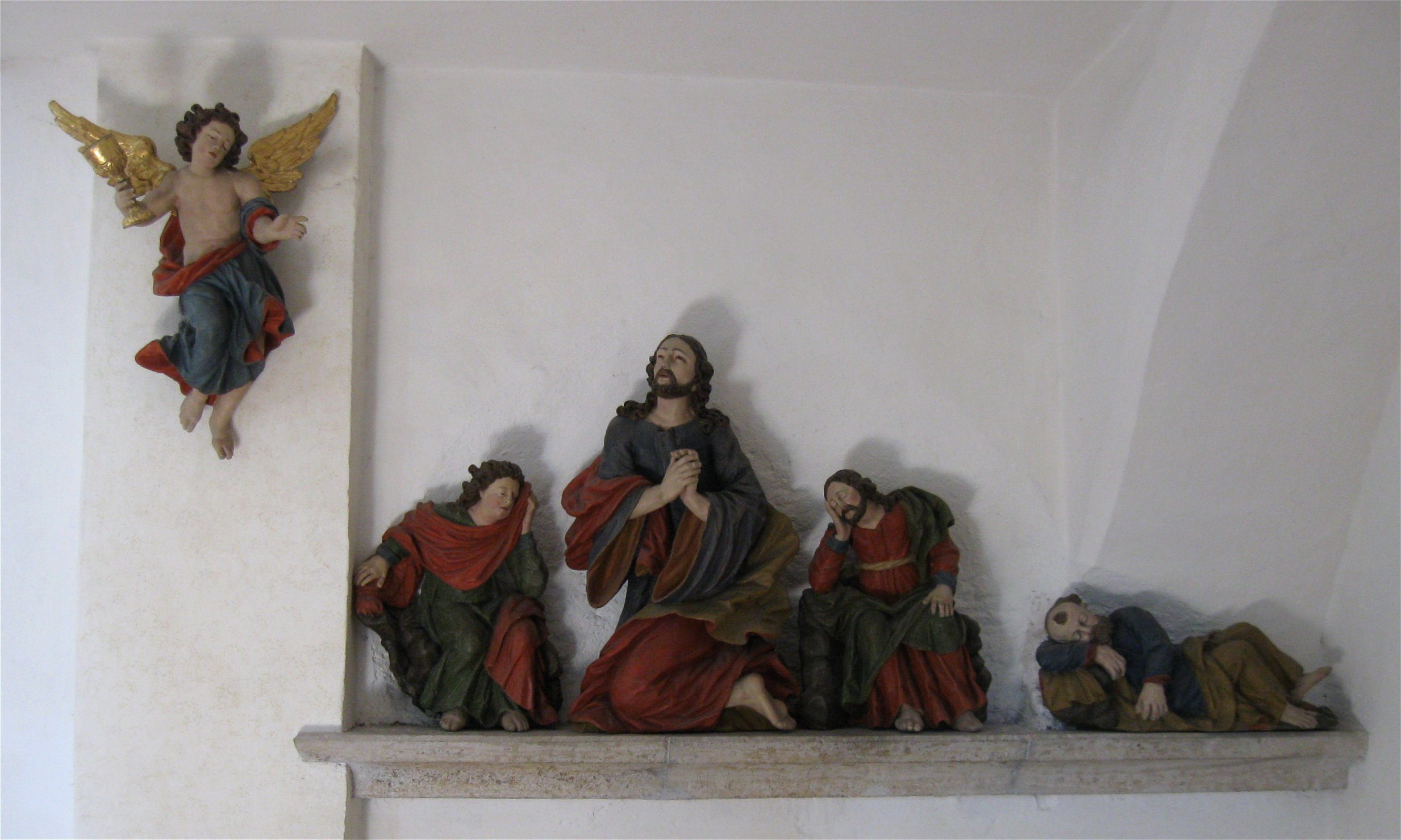
Ölberggruppe
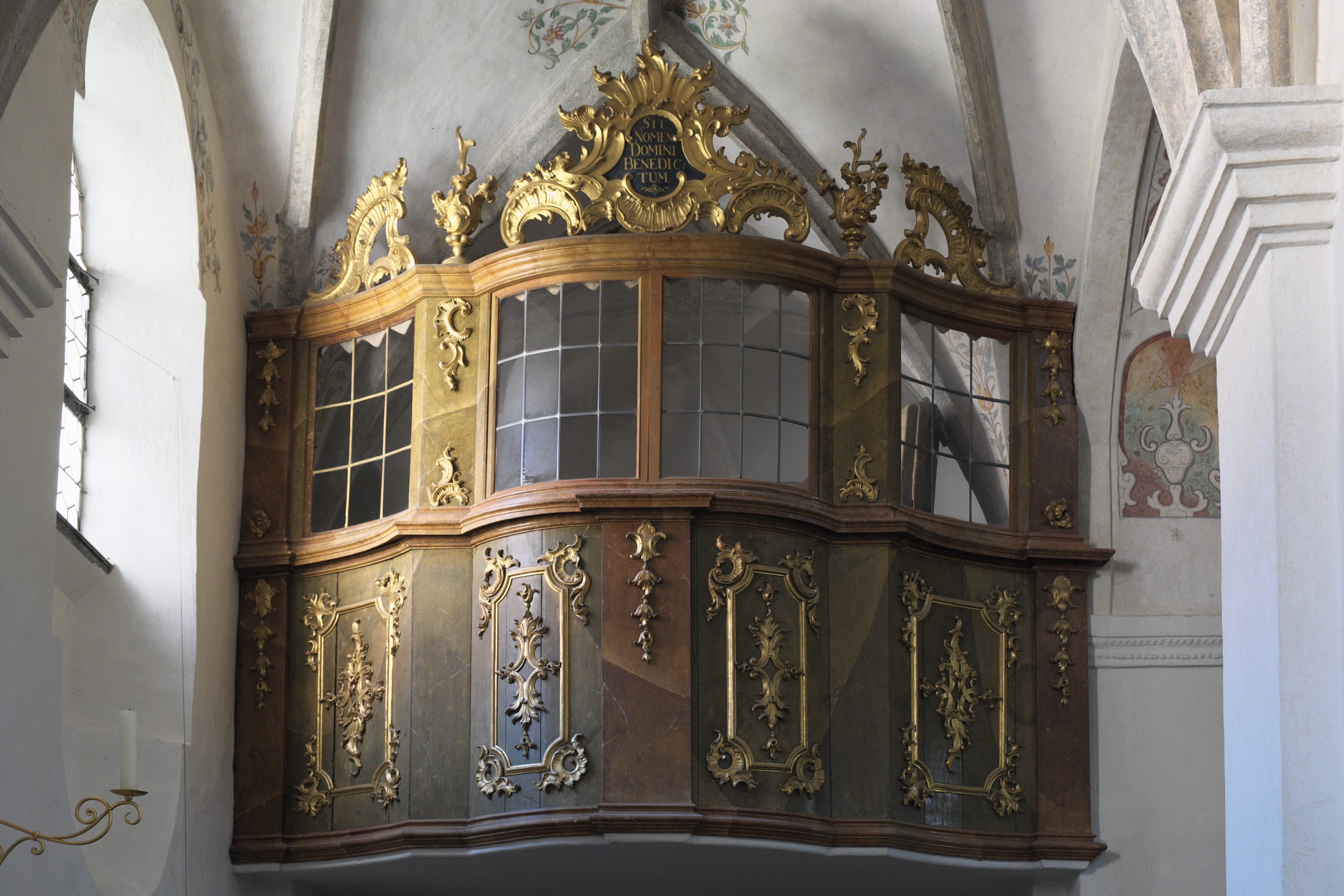
Oratorium
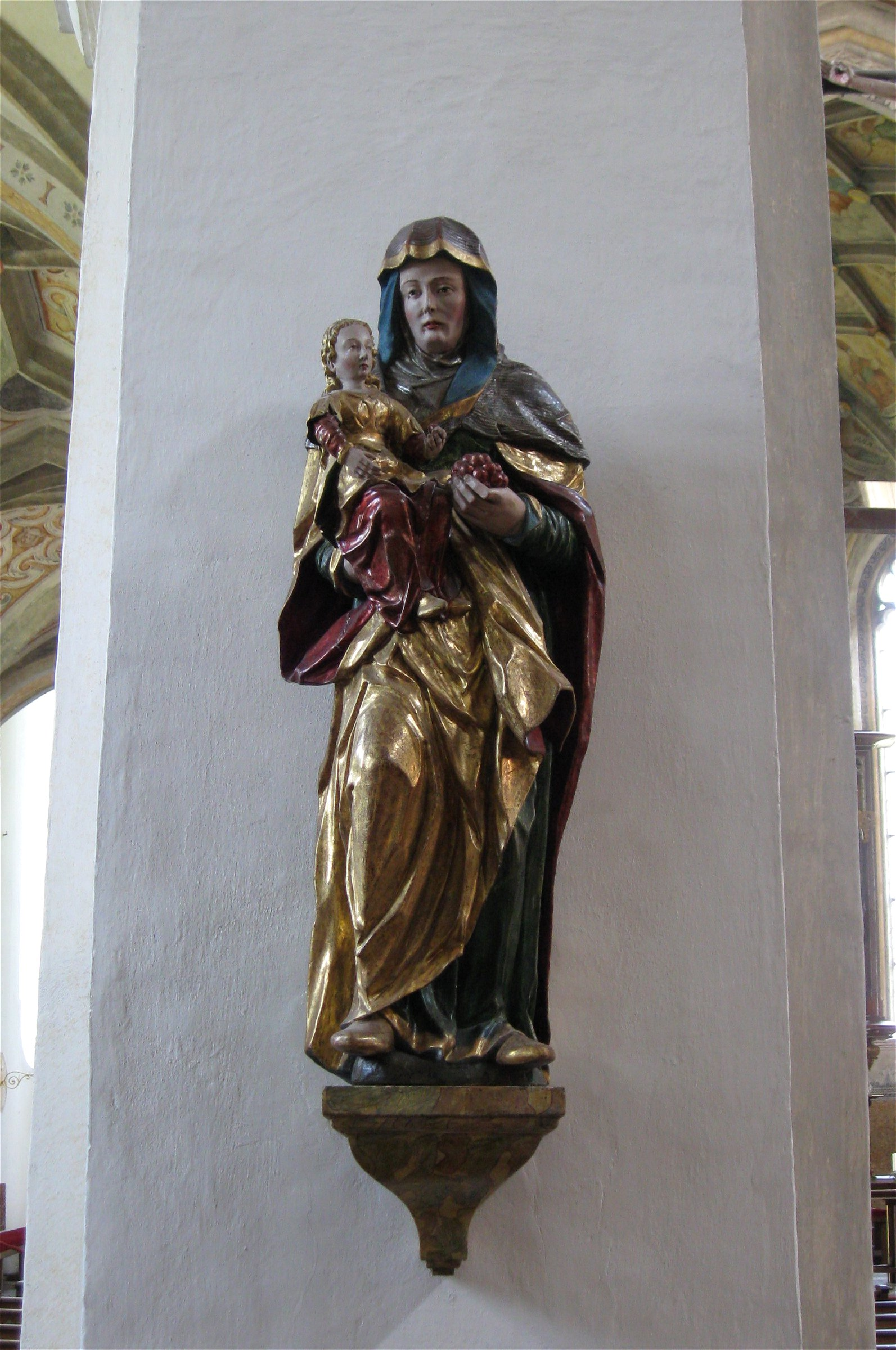
Heilige Anna mit Maria
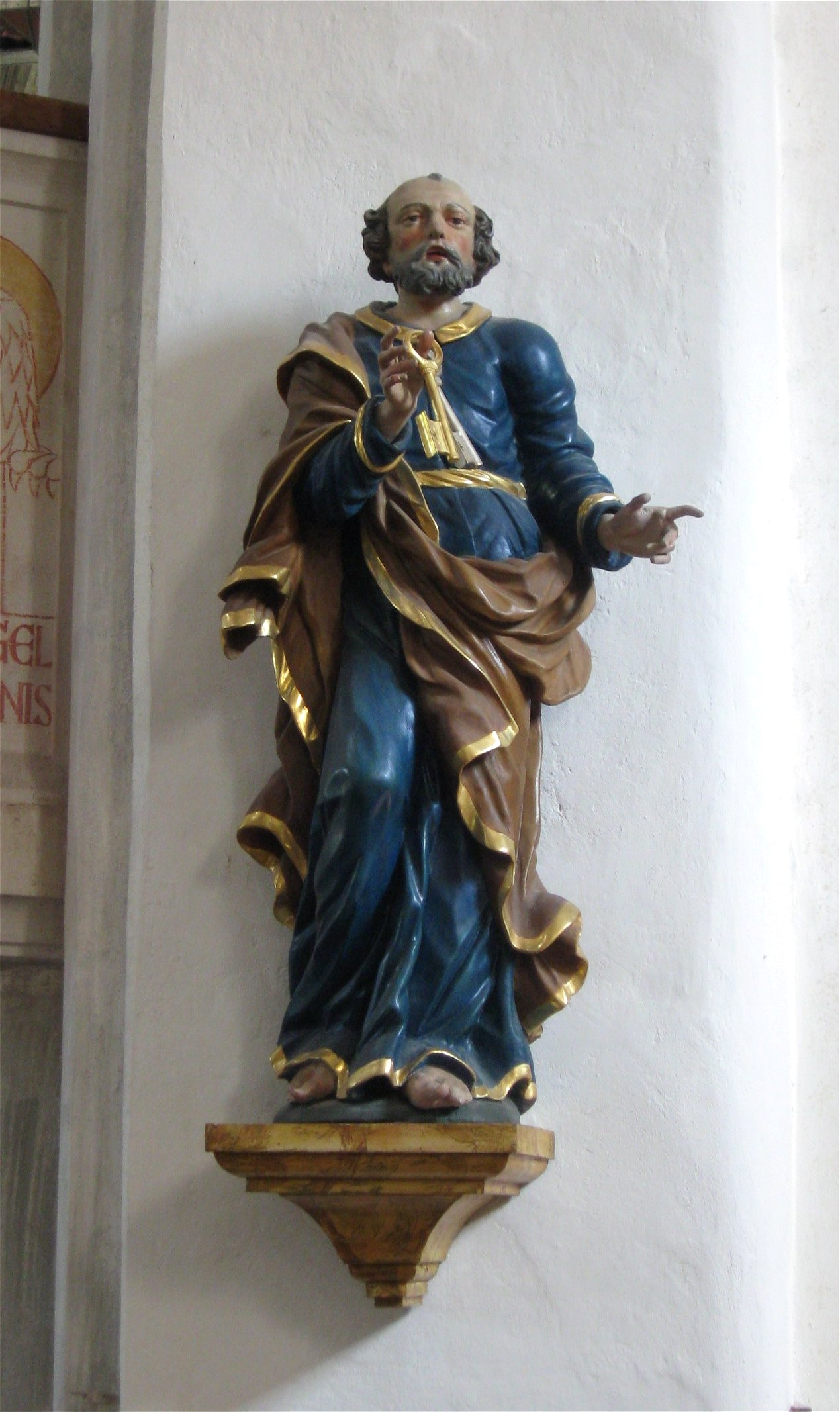
Apostel Petrus

## Orgel

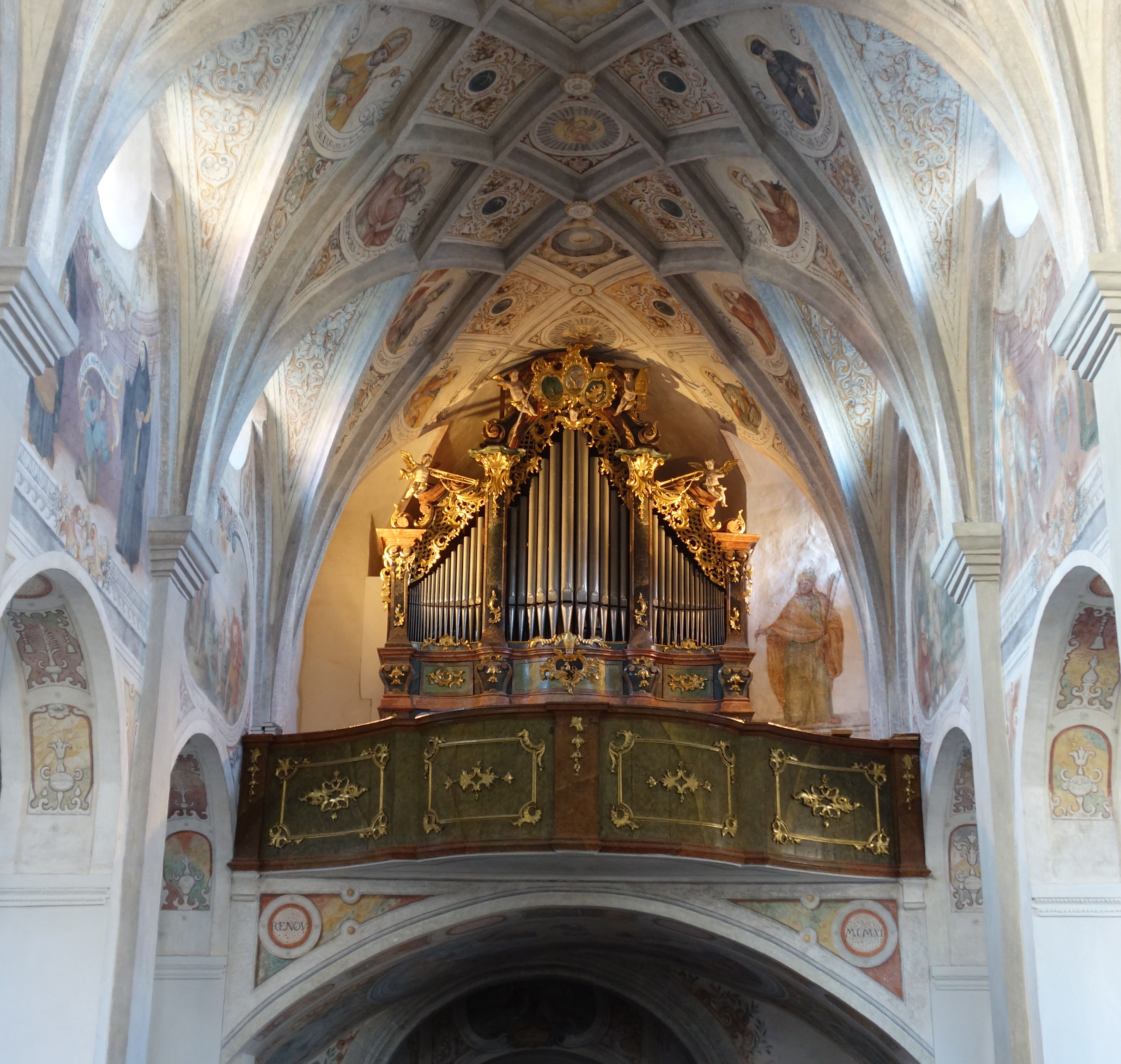
Orgel

Die heutige Orgel wurde 1995 von der Orgelbaufirma Dieter Schingnitz in einen Rokokoprospekt von Johann Rochus Egedacher eingebaut. Sie hat 21 Registern auf zwei Manualen und Pedal.
Die Disposition lautet:
| I Hauptwerk C–f3 |    |
| Prinzipal        | 8′ |
| Biffaro          | 8′ |
| Gamba            | 8′ |
| Floete           | 8′ |
| Oktav            | 4′ |
| Flett            | 4′ |
| Quint            | 3′ |
| Waldflet         | 2′ |
| Mixtur IV–V      | 2′ |
| Trompete         | 8′ |
| Tremulant        |    |

| II Oberwerk C–f3 |    |
| Coppel           | 8′ |
| Quintad          | 8′ |
| Floete           | 4′ |
| Oktav            | 2′ |
| Sesquialter II   |    |
| Zimbel III       | 1′ |
| Vox humana       | 8′ |
| Tremulant        |    |

| Pedal C–d1 |     |
| Subbass    | 16′ |
| Oktavbass  | 8′  |
| Oktav      | 4′  |
| Posaune    | 16′ |

- Nebenregister: Glockenzimbel, Kuckuck, Nachtigall
- Koppeln:  II/I, II/P, I/P
- Bemerkungen: Schleiflade, mechanische Spiel- und Registertraktur
- Stimmung: Kirnberger II (modifiziert)